# Тимохино (Клепиковский район)
Тимохино — деревня в Клепиковском районе Рязанской области. Входит в состав Ненашкинского сельского поселения.

## География
Находится в северной части Рязанской области на расстоянии приблизительно 6 км на север-северо-восток по прямой от районного центра города Спас-Клепики.

## История
На карте 1850 года показана как поселение с 10 дворами. В 1897 году здесь (тогда деревня Рязанского уезда Рязанской губернии) было учтено 27 дворов.

## Население
Численность населения: 171 человек (1897 год), 1 в 2002 году (русские 100 %), 5 в 2010.